# Přemysl Rosůlek
Přemysl Rosůlek (* 5. února 1971) je český politolog, publicista a vysokoškolský pedagog.

## Studium a kariéra
V letech 1992 až 1996 studoval politologii na Fakultě sociálních studií Masarykovy univerzity v Brně, kde v roce 1996 získal bakalářský titul. V roce 1998 poté získal magisterský titul v rámci navazujícího studia stejného oboru. Posléze úspěšně v letech 2001 až 2005 absolvoval také doktorské studium na Institutu politologických studií Fakulty sociálních věd Univerzity Karlovy, kde tak získal titul Ph.D. Předtím v od ledna do prosince 1999 pracoval jako analytik na Ministerstvu obrany České republiky. Od května 2000 do prosince 2003 působil jako moderátor Českého rozhlasu. V roce 2014 se habilitoval v oboru teorie politiky na Fakultě politických věd a mezinárodních vztahů Univerzity Mateja Bela v Banskej Bystrici a získal tak titul docent. Od září 2000 působí na Katedře politologie a mezinárodních vztahů Fakulty filozofické Západočeské univerzity v Plzni, kde je garantem magisterského studijního programu politologie. V letech 2007 až 2010 vyučoval také na Angloamerické univerzitě v Praze. Absolvoval stáže na několika zahraničních univerzitách, jmenovitě na Nuffeld College, Bulharské akademii věd nebo na univerzitě Babeș-Bolyai v Kluži.
V rámci svého odborného působení se zaměřuje na problematiku politických systémů v Jihovýchodní Evropě (tj. zejména zemím Balkánu), nacionalismu, politickou filozofii nebo na vztahy politiky a médií. Je autorem řady odborných publikací v souvislosti se svým odborným zaměřením, například titulů Evropa národů, patriotů a integrace, Kooperační vztahy v nové Evropské unii – při zvláštním zohlednění česko-saského pohraničí, Politická filozofie. Aktuální problémy nebo Sondy do studia (o) islámu v období „migrační krize“. V souvislosti se svou vědeckou činností byl opakovaně zván do různých médií.
Hovoří plynně anglicky, německy a bulharsky.